# Eunice lita
Eunice lita är en ringmaskart som först beskrevs av Chamberlin 1919.  Eunice lita ingår i släktet Eunice och familjen Eunicidae. Inga underarter finns listade i Catalogue of Life.